# Ian Poveda
Ian Carlo Poveda-Ocampo, noto semplicemente come Ian Poveda (Southwark, 9 febbraio 2000), è un calciatore inglese naturalizzato colombiano, attaccante del Sunderland.

## Caratteristiche tecniche
È un'ala destra molto abile tecnicamente sia negli spazi stretti che negli spazi larghi si dimostra molto pericoloso nell'uno contro uno ed è inoltre un abile crossatore oltre ad avere come caratteristica una buona capacità nell'effettuare i cambi di gioco

## Carriera

### Club
Nato a Londra da genitori colombiani, da giovane milita nelle Academy di Chelsea, Arsenal, Barcellona, Brentford e Manchester City, con cui gioca alcuni incontri di English Football League Trophy con la formazione Under-21 ed esordisce fra i professionisti in occasione del match di Carabao Cup vinto 1-0 contro il Burton Albion. Nel novembre 2019 viene convocato per la prima volta in una gara di Champions League, ritrovandosi in panchina durante una gara contro l'Atalanta.
Il 24 gennaio 2020 viene acquistato a titolo definitivo dal Leeds Utd. Debutta ufficialmente con la sua nuova maglia il 21 giugno seguente, in un match contro il Cardiff City. Con i Whites ottiene la promozione in Premier League vincendo il campionato, risultato che mancava da 16 anni. Il 27 settembre debutta nella massima divisione inglese giocando il match vinto 1-0 contro lo Sheffield Utd.
Il 23 agosto 2021 viene ceduto in prestito al Blackburn. Fa il proprio debutto ufficiale cinque giorni dopo la firma, in una gara contro il Middlesbrough. Il 6 novembre mette a segno l'unica marcatura della sua esperienza, in una vittoria 3-1 contro lo Sheffield United. Il 20 novembre si vede costretto a lasciare il campo dopo 44 minuti di gioco in seguito ad un infortunio alla caviglia sinistra. Tre giorni dopo, sul sito ufficiale del club, viene comunicato il risultato dei test medici: il giocatore ha riscontrato una frattura dei legamenti della caviglia che lo avrebbe tenuto fuori dai giochi per i successivi 4 mesi.
Il 27 agosto 2022 viene ceduto in prestito al Blackpool. Fa il proprio debutto con il club quattro giorni dopo, in una sconfitta casalinga contro i suoi ex compagni del Blackburn Rovers. Mette a segno la sua prima rete con i Seasiders il 7 gennaio 2023, in una gara valida per il terzo turno di FA Cup vinta per 4-1 contro il Nottingham Forest. Segna la sua prima rete in Championship 18 febbraio 2023, decidendo la gara contro lo Stoke City. Termina la propria esperienza al Blackpool totalizzando 26 presenze e 3 reti.
Dopo un breve ritorno al Leeds United, il 1º febbraio 2024 viene ceduto in prestito semestrale allo Sheffield Wednesday. Fa il proprio debutto due giorni dopo la firma del contratto, nella rocambolesca vittoria per 4-0 contro l'Huddersfield Town.
Il 24 luglio 2024 viene acquistato dal Sunderland.

### Nazionale
Dopo avere militato nelle selezioni giovanili inglesi, nel dicembre 2023 viene convocato per la prima volta dalla Colombia, nazionale delle sue origini, con cui esordisce l'11 del mese stesso nell'amichevole vinta 1-0 contro il Venezuela.

## Statistiche

### Presenze e reti nei club
Statistiche aggiornate al 17 febbraio 2025.
| Stagione               | Squadra                | Campionato             | Campionato | Campionato | Coppe nazionali | Coppe nazionali | Coppe nazionali | Coppe continentali | Coppe continentali | Coppe continentali | Altre coppe   | Altre coppe | Altre coppe | Totale | Totale | Totale |
| Stagione               | Squadra                | Comp                   | Pres       | Reti       | Comp            | Pres            | Reti            | Comp               | Pres               | Reti               | Comp          | Pres        | Reti        | Pres   | Reti   |        |
| ---------------------- | ---------------------- | ---------------------- | ---------- | ---------- | --------------- | --------------- | --------------- | ------------------ | ------------------ | ------------------ | ------------- | ----------- | ----------- | ------ | ------ | ------ |
| 2018-2019              | Manchester City        | PL                     | 0          | 0          | FACup+CdL       | 0+1             | 0               |                    | -                  | -                  | EFL Trophy    | 5           | 2           | 6      | 2      |        |
| 2019-gen. 2020         | Manchester City        | PL                     | 0          | 0          | FACup+CdL       | 0               | 0               | UCL                | 0                  | 0                  | CS+EFL Trophy | 0+1         | 0           | 1      | 0      |        |
| Totale Manchester City | Totale Manchester City | Totale Manchester City | 0          | 0          |                 | 1               | 0               |                    | 0                  | 0                  |               | 6           | 2           | 7      | 2      |        |
| gen.-lug. 2020         | Leeds Utd              | FLC                    | 4          | 0          | FACup+CdL       | 0               | 0               |                    | -                  | -                  |               | -           | -           | 4      | 0      |        |
| 2020-2021              | Leeds Utd              | PL                     | 14         | 0          | FACup+CdL       | 1+1             | 0               |                    | -                  | -                  | EFL Trophy    | 1           | 0           | 17     | 0      |        |
| 2021-2022              | Blackburn              | FLC                    | 10         | 1          | FACup+CdL       | 0+0             | 0               |                    | -                  | -                  |               | -           | -           | 10     | 1      |        |
| 2022-2023              | Blackpool              | FLC                    | 24         | 2          | FACup+CdL       | 2+0             | 1+0             |                    | -                  | -                  |               | -           | -           | 26     | 3      |        |
| 2023-feb. 2024         | Leeds Utd              | FLC                    | 7          | 0          | FACup+CdL       | 2+1             | 0+0             |                    | -                  | -                  |               | -           | -           | 10     | 0      |        |
| Totale Leeds Utd       | Totale Leeds Utd       | Totale Leeds Utd       | 25         | 0          |                 | 5               | 0               |                    | -                  | -                  |               | 1           | 0           | 31     | 0      |        |
| feb.-mag. 2024         | Sheffield Weds         | FLC                    | 10         | 0          | FACup+CdL       | -               | -               |                    | -                  | -                  |               | -           | -           | 10     | 0      |        |
| 2024-2025              | Sunderland             | FLC                    | 6          | 0          | FACup+CdL       | 0+0             | 0               |                    | -                  | -                  |               | -           | -           | 6      | 0      |        |
| Totale carriera        | Totale carriera        | Totale carriera        | 75         | 2          |                 | 8               | 1               |                    | -                  | -                  |               | 7           | 2           | 90     | 5      |        |

### Cronologia presenze e reti in nazionale
| Cronologia completa delle presenze e delle reti in nazionale ― Colombia | Cronologia completa delle presenze e delle reti in nazionale ― Colombia | Cronologia completa delle presenze e delle reti in nazionale ― Colombia | Cronologia completa delle presenze e delle reti in nazionale ― Colombia | Cronologia completa delle presenze e delle reti in nazionale ― Colombia | Cronologia completa delle presenze e delle reti in nazionale ― Colombia | Cronologia completa delle presenze e delle reti in nazionale ― Colombia | Cronologia completa delle presenze e delle reti in nazionale ― Colombia |
| Data                                                                    | Città                                                                   | In casa                                                                 | Risultato                                                               | Ospiti                                                                  | Competizione                                                            | Reti                                                                    | Note                                                                    |
| ----------------------------------------------------------------------- | ----------------------------------------------------------------------- | ----------------------------------------------------------------------- | ----------------------------------------------------------------------- | ----------------------------------------------------------------------- | ----------------------------------------------------------------------- | ----------------------------------------------------------------------- | ----------------------------------------------------------------------- |
| 11-12-2023                                                              | Fort Lauderdale                                                         | Colombia                                                                | 1 – 0                                                                   | Venezuela                                                               | Amichevole                                                              | -                                                                       | 80’                                                                     |
| 16-12-2023                                                              | Los Angeles                                                             | Messico                                                                 | 2 – 3                                                                   | Colombia                                                                | Amichevole                                                              | -                                                                       | 75’                                                                     |
| Totale                                                                  |                                                                         | Presenze                                                                | 2                                                                       |                                                                         | Reti                                                                    | 0                                                                       |                                                                         |

## Palmarès
- Campionato inglese di seconda divisione: 1

Leeds Utd: 2019-2020